# Streepnekpipratiran
De streepnekpipratiran (Mionectes striaticollis) is een zangvogel uit de familie Tyrannidae (tirannen).

## Verspreiding en leefgebied
Deze soort komt voor van Colombia tot Bolivia en telt vier ondersoorten:
- M. s. columbianus: westelijk-centraal en oostelijk Colombia en oostelijk Ecuador.
- M. s. viridiceps: zuidwestelijk Colombia en westelijk Ecuador.
- M. s. palamblae: noordelijk Peru.
- M. s. striaticollis: van centraal Peru tot centraal Bolivia.

## Status
De grootte van de populatie is niet gekwantificeerd maar de soort wordt omschreven als algemeen. Op de Rode lijst van de IUCN heeft deze soort de status niet bedreigd.